# Церетели, Нестор Дмитриевич
Нестор (Николай) Дмитриевич Церетели (груз. ნესტორ დიმიტრის ძე წერეთელი; 1829, Кутаисская губерния, Кавказское наместничество — 10 [22] ноября 1883, Сачхере, Имеретия) — военнослужащий Русской императорской армии, генерал-лейтенант (1883), кутаисский губернский предводитель дворянства (1861—1867 и 1878—1883).

## Биография
Родился в 1829 году, воспитывался в доме родителей в Кутаисской губернии.
Вступил в службу 22 мая 1850 года.
20 октября 1853 года назначен старшим чиновником особых поручений при кутаисском военном губернаторе генерал-майоре Иване Константиновиче Багратион-Мухранском.
В ходе Крымской войны, в 1854 году участвовал в сражении против турок при реке Чолоке.
5 мая 1855 года назначен начальником конной дружины.
25 августа 1856 года, по распоряжению начальства, находясь у императора, переименован в корнеты Казачьего лейб-гвардии полка. С 28 сентября 1858 года назначен и состоял при Кавказской армии.
3 мая 1861 года по выбору дворянства утвержден кутаисским губернским предводителем дворянства. 30 сентября 1864 года утверждён на второе трёхлетие (30 мая 1867 года уволен от должности).
10 февраля 1868 года, по воле Кавказского наместника великого князя Михаила Николаевича был назначен членом-делопроизводителем Кутаисского губернского по крестьянским делам присутствия.
По приказу главнокомандующего Кавказской армией великого князя Михаила Николаевича состоял в распоряжении начальника Рионского отряда до окончания Русско-турецкой войны (1877—1878).
20 июня 1879 года вновь избран кутаисским губернским предводителем дворянства, а 8 июня 1882 года был избран на второе трёхлетие.
Скончался 10 (22) ноября 1883 года в Сачхере и 14 (26) ноября 1883 года был захоронен в монастыре Джручи.

## Награды

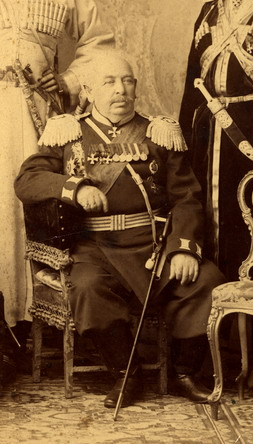

- Высочайшее благоволение (1854, «за отличие в сражении против турок при реке Чолоке»)
- Тёмно-бронзовая медаль «В память войны 1853—1856» (1856)
- Золотая медаль «За труды по освобождению крестьян» (1861)
- Серебряная медаль «За покорение Западного Кавказа» (1864)
- Крест «За службу на Кавказе» (1864)
- Орден Святой Анны II степени с императорской короной (19.04.1864, «за отличие по службе»)
- Орден Святого Владимира III степени («за особые труды по составлению предположений об устройстве быта помещичьих крестьян Кутаисской губернии»)
- Знак отличия «В память успешного введения в действие положения о крестьянах, вышедших из крепостной зависимости» (25.04.1868)
- Орден Святого Станислава I степени (28.09.1871)
- Орден Святого Владимира II степени (1874) мечи к ордену (1878)
- Орден Святой Анны I степени (30.08.1875)

## Чины и свитские звания
- прапорщик (10.10.1853, «за отличие оказанное против лезгин»)
- корнет (25.08.1856)
- поручик (14.04.1859, «за отличие по службе»)
- штабс-ротмистр (23.04.1861)
- ротмистр («за отличие по службе»)
- флигель-адъютант (12.07.1864, «за отличие по службе»)
- полковник (4.04.1865, «за отличие по службе»)
- генерал-майор (30.08.1869, «с оставлением в должности при Кавказской армии и назначением в Свиту Его Величества»)
- генерал-лейтенант (15.05.1883[2])

## Семья
- Жена — Пелагия (1823 — ?), дочь правителя Гурии Кайхосро IV Гуриели и внучка Георгия V Гуриели.
  - Дочь — Имеди (Надежда) (1845[уточнить] — 1915), с 30 апреля 1861 года замужем за военным инженером Н. М. Зубовым.